# Епархия Камдена

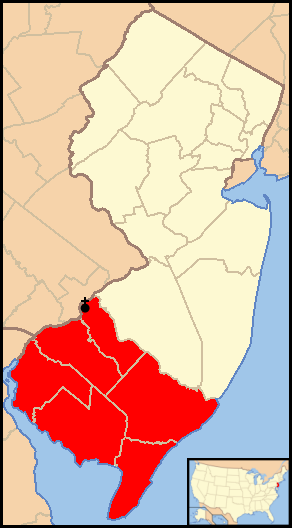
Расположение епархии Камдена

Епархия Камдена (лат. Dioecesis Camdensis) — епархия Римско-Католической церкви в городе Камден, США. Епархия Камдена входит в митрополию Ньюарка. Кафедральным собором епархии Камдена является Собор Непорочного зачатия Пресвятой Девы Марии.

## История
9 декабря 1937 Папа римский Пий XI издал буллу «Ad maius animarum», которой учредил епархию Камдена, выделив её из епархии Трентона.
Кафедральный собор — Собор Непорочного зачатия Пресвятой Девы Марии, хотя большинство основных церемоний проводятся в церкви Святой Агнессы в Блэквуде. Некоторые литургии проводятся в соборе Святого Иосифа в Камдене.

## Ординарии епархии
- епископ Бартоломей Джозеф Юстас[англ.] (16.12.1937 — 11.12.1956)
- епископ Джастин Джозеф Маккарти[англ.] (27.01.1957 — 26.12.1959)
- епископ Целестин Джозеф Дамиано[англ.] (24.01.1960 — 02.10.1967) — архиепископ ad personam
- епископ Джордж Генри Гилфойл[англ.] (02.01.1968 — 13.05.1989)
- епископ Джеймс Томас Макхью[англ.]  (13.05.1989 — 07.12.1998) — назначен епископом-коадъютором, позднее епископом Роквилл-Сентера
- епископ Николас Энтони Димарцио[англ.] (07.06.1999 — 01.08.2003) — назначен епископом Бруклина
- епископ Джозеф Энтони Галанте[англ.]  (23.03.2004 — 08.01.2013)
- епископ Деннис Джозеф Салливан[англ.] (08.01.2013 — 17.03.2025)
- епископ Джозеф Эндрю Уильямс[англ.] (с 17.03.2025)

## Источник
- Annuario Pontificio, Libreria Editrice Vaticana, Città del Vaticano, 2003, ISBN 88-209-7422-3
- Булла Ad maius animarum, AAS 30 (1938), стр. 252  (лат.)